# Vláda Andreje Bajuka
Vláda Andreje Bajuka fungovala v období od 7. června 2000 do 30. listopadu 2000.

## Koalice
- Slovenska demokratska stranka (SDS)
- Slovenska ljudska stranka (SLS)

## Složení

### Předseda
- Andrej Bajuk

### Ministři
- mag. Anton Bergauer – ministr dopravy a spojů (od 7. června 2000 do 30. listopadu 2000)
- dr. Miha Brejc – ministr práce, rodiny a sociálních věcí (od 7. června 2000 do 30. listopadu 2000)
- Barbara Brezigar – ministryně spravedlnosti (od 7. června 2000 do 30. listopadu 2000)
- dr. Andrej Bručan – ministr zdravotnictví (od 7. června 2000 do 30. listopadu 2000)
- Zvonko Ivanušič – ministr financí (od 7. června 2000 do 30. listopadu 2000)
- dr. Peter Jambrek – ministr vnitra (od 7. června 2000 do 30. listopadu 2000)
- Janez Janša – ministr obrany (od 7. června 2000 do 30. listopadu 2000)
- dr. Tone Jerovšek – ministr bez portfeje odpovědný za legislativu (od 7. června 2000 do 30. listopadu 2000)
- dr. Lojze Marinček – ministr věd a technologií (od 7. června 2000 do 30. listopadu 2000)
- Lojze Peterle – ministr zahraničních věcí (od 7. června 2000 do 30. listopadu 2000)
- Janko Razgoršek – ministr drobného hospodářství a turismu (od 7. června 2000 do 30. listopadu 2000)
- dr. Marjan Senjur – ministr ekonomických záležitostí a rozvoje (od 7. června 2000 do 30. listopadu 2000)
- Ciril Smrkolj – ministr zemědělství, lesnictví a potravinářství (od 7. června 2000 do 30. listopadu 2000)
- mag. Rudi Šeligo – ministr kultury (od 7. června 2000 do 30. listopadu 2000)
- dr. Lovro Šturm – ministr školství a sportu (od 7. června 2000 do 30. listopadu 2000)
- dr. Andrej Umek – ministr životního prostředí (od 7. června 2000 do 30. listopadu 2000)
- dr. Jože Zagožen – ministr ekonomických věcí (od 7. června 2000 do 30. listopadu 2000)